# Свердлик (коктейль)

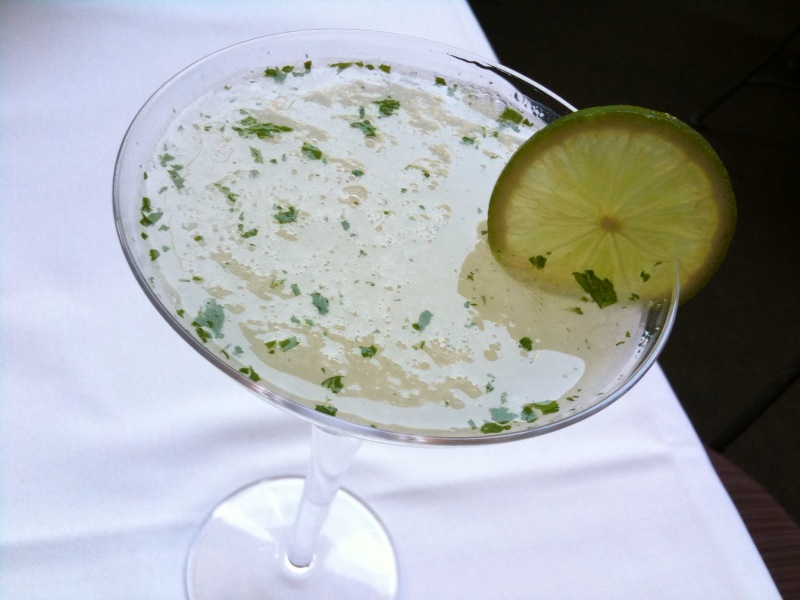
«Буравчик» з горілкою

Свердлик, буравчик, іноді також гімлет (англ. gimlet cocktail) або джимлет (помилкове читання слова gimlet) — коктейль, заснований на джині з додаванням лаймового соку. Іноді джин замінюють  чим під руку попадється.

## Склад
У склад класичного «буравчика» входять:
- Джин — 3 частини;
- Лаймовий сік — 1 частина[3];
- Цукор (якщо сік не підсолоджений).

Коктейль збовтують у шейкері з льодом і подають в келиху, прикрашеним часточкою лайма чи лимона.

## Етимологія
Найпростіше походження назви натякає на свердлик — різальний інструмент, застосовуваний для висвердлювання отворів в дереві, в тому числі в бочках з алкоголем; коктейль нібито надає «проникливий» вплив, нібито свердлик «буквально дірявить пам'ять питущого так, що на ранок в ній зяють величезні провали». Відповідно до іншої теорії, «свердлик» був названий на честь військового хірурга Томаса Гімлетта (англ. Thomas D. Gimlette), який служив у Королівському ВМФ Британії, який рекомендував матросам цей напій як профілактику цинги, оскільки лаймовий сік містить велику кількість вітаміну C.

## У літературі
Террі Леннокс, герой роману Реймонда Чандлера «Довге прощання», в одному з барів так відгукується про поданий йому «свердлик»:
 — Не вміють тут змішувати цей коктейль, — сказав він. — Просто беруть джин, лимонний сік, додають цукор і біттери. А справжній «свердлик» — це джин навпіл з соком лайма, і більше нічого. Дає мартіні сто очок вперед.
Оригінальний текст (англ.)
" They. do not know how to make them here, " he said. " What they call a gimlet is just some lime or lemon juice and gin with a dash of sugar and bitters. A real gimlet is half gin and half Rose's Lime Juice and nothing else. It beats martinis hollow. "